# Peter Hjalmar Rokseth
Peter Hjalmar Rokseth (Frosta, Nord-Trondelag, 1891- Oslo,1945) va ser un romanista noruec, professor de Filologia Romànica a la Universitat d'Oslo 1929-1945.

## Biografia
Nascut en una família pagesa, va estudiar filologia i literatura romànica a Oslo. El 1911 es traslladà a la Universitat de Montpeller on conegué el lingüista Maurice Grammont (1866-1946) i Georges Millardet (1876-1953). En aquesta etapa treballava en una antiga traducció provençal del metge àrab Abu-l-Qasim. De retorn a Noruega esdevingué un excel·lent dialectòleg, però la literatura li interessava molt. El 1915 traduí la novel·la Thaïs d'Anatole France. El 1922 traduí Le livre de mon ami del mateix autor. El 1915 aconseguí una beca per estudiar dialectologia provençal, però les difícils condicions creades per l'esclat de la gran guerra no li facilitaven el treball i decidí anar més cap al sud, a Mallorca, on estudià la terminologia agrària, en especial la referida al món dels cereals. Els anys 1916 i 1917 estudià a París a l'École des Hautes Études. El 1920 va fer una llarga estada a Itàlia. El 1922 va publicar el llibre Terminologie de la culture des céréales à Majorque.
Volia escriure una tesi doctoral sobre el filòsof francès Condillac, però no la va poder dur a terme. Es va doctorar el 1929 amb una tesi sobre la tragèdia francesa. El mateix any va esdevenir professor a la Universitat d'Oslo. El 1925 es va casar amb la historiadora de la música francesa i professora a Estrasburg, Yvonne Richou.
El 1929 esdevingué professor de filologia romànica a Oslo. Rokseth va traduir la novel·la de Gustave Flaubert, Madame Bovary, al noruec. A principis de 1930 el govern noruec el va enviar a la Haia, perquè treballàs en la traducció de documents que el govern presentava al tribunal internacional amb motiu del contenciós sobre Groenlàndia entre Noruega i Dinamarca.
La tesi doctoral va ser l'última gran obra publicada de Rokseth. Algunes de les seves conferències universitàries sobre temes com Montaigne, Pascal i la Rochefoucauld, foren publicades pòstumament.

## L'estudi del lèxic del cultiu dels cereals a Mallorca
Rokseth va seguir els criteris del corrent Wörter und Sachen (Paraules i coses). de l'escola lingüística d'Hamburg. A Mallorca comptà amb l'ajut d'Antoni Maria Alcover. En el seu treball repassa tot el procés de cultiu i transformació dels cereals. La primera estada a Mallorca va ser l'any 1916 i acabà la redacció del recull terminològic el 1920. Va fer la recerca a una mostra d'onze viles mallorquines. Francesc de Borja Moll va ressaltar que era una excel·lent monografia lèxica. De tota manera, a més del seu interès lingüístic ens aporta un gran cabal d'informació sobre la cultura popular i el món agrari mallorquí de principis del segle xx. Explica d'una manera detallada totes les tasques que es fan de cap a cap d'any. Fa una descripció dels ormejos que s'empren, de les característiques físiques de les terres, així com de les formes d'organització de les possessions i del treball agrari en general. El recull terminològic és una font essencial pel coneixement de la cultura agrària mallorquina del primer terç del segle xx.

## Altres treballs sobre el català i sobre Mallorca
Devers 1930 prosseguí la seva tasca de recerca dialectològica i etnogràfica a Mallorca. Va recollir els materials per escriure una monografia sobre l'olivera i l'elaboració de l'oli, que no es va arribar a publicar, però sembla que la recollida de materials sí que es va fer. Va escriure els treballs La diptongaison en catalan (1921) i L'article majorquin et l'article roman dérivé de ipse (1921).